# مطار لييج
مطار لييج الدولي (بالفرنسية: Aéroport de Liège)‏(بالهولندية: Luchthaven Luik)‏(بالألمانية: Flughafen Lüttich)‏(إياتا: LGG، إيكاو: EBLG) هو مطار دولي يخدم مدينة لييج البلجيكة. يتميز المطار بكونه يستقبل العديد من الرحلات الخاصة بالشحن الجوي، فقد احتل عام 2015 المرتبة الثامنة في أوروبا من حيث عدد رحلات الشحن الجوي.

## شركات الطيران والوجهات

### الركاب
| شركـات طيـران   | الوجهات |
| --------------- | --- |
| توي فلاي بلجيكا | مطار أليكانتي، مطار كناريا الكبرى، مطار مالقة الدولي، مطار تينيريفي الجنوبي موسمي: Heraklion، Kayseri، مطار ميورقة، Rhodes، مطار طنجة ابن بطوطة الدولي |

### الشحن
| شركـات طيـران           | الوجهات |
| ----------------------- | --- |
| AirBridgeCargo          | مطار هارتسفيلد جاكسون، Karaganda، Kazan، مطار مالبينسا، مطار شيريميتييفو الدولي (جميعها معلقة) |
| Air Canada Cargo        | مطار بازل - ميلوز - فريبورغ الأوروبي، مطار تورونتو بيرسون الدولي |
| طيران الصين للشحن الجوي | مطار هانغتشو شياوشان الدولي، مطار شانغهاي بودنغ الدولي |
| خطوط تي أن تي الجوية    | مطار أوهير الدولي، مطار هاليفاكس الدولي، مطار هانغتشو شياوشان الدولي، مطار جينان الدولي، مطار جون إف كينيدي الدولي، مطار شانغهاي بودنغ الدولي ، مطار ناريتا الدولي |
| Astral Aviation         | مطار جومو كينياتا الدولي |
| طيران أطلس              | مطار بن غوريون الدولي |
| خطوط كال للشحن الجوي    | مطار هارتسفيلد جاكسون، مطار لارنكا الدولي، مطار بينيتو خواريز الدولي، مطار جون إف كينيدي الدولي، Oslo، مطار بن غوريون الدولي، مطار تورونتو بيرسون الدولي |
| CMA CGM Air Cargo       | مطار هارتسفيلد جاكسون، مطار أوهير الدولي، مطار هونغ كونغ الدولي |
| الخطوط الجوية الإثيوبية | مطار فيليكس أوفوي بوانيي الدولي، مطار كوتوكا الدولي، مطار أديس أبابا بولي الدولي، مطار تشونغتشينغ جيانغبى الدولي، مطار كوبنهاغن، مطار قوانغتشو باييون الدولي، مطار هونغ كونغ الدولي، مطار أوليفر ريجنالد تامبو، مطار جوبا، مطار مورتالا محمد الدولي، مطار ميامي الدولي، مطار جون إف كينيدي الدولي، مطار شانغهاي بودنغ الدولي، مطار سرقسطة |
| فيديكس إكسبرس           | مطار شتوتغارت الدولي |
| طيران آيسلندا           | مطار كيفلافيك الدولي |
| الخطوط الجوية القطرية   | مطار هارتسفيلد جاكسون، مطار أوهير الدولي، مطار حمد الدولي، مطار جورج بوش الدولي، مطار لوس أنجلوس الدولي، مطار بينيتو خواريز الدولي |
| West Atlantic           | مطار صبيحة كوكجن الدولي، مطار برشلونة الدولي، مطار بلنسية |